# 豊田悌助
豊田 悌助（とよだ ていすけ、1902年 - 1993年）第13代拓殖大学総長。弁護士。栃木県出身。

## 略歴
- 1927年（昭和2年）拓殖大学商学部卒業
- 1927年（昭和2年）拓殖大学助手
- 1933年（昭和8年）拓殖大学助教授
- 1937年（昭和12年）拓殖大学教授
- 1944年（昭和19年）拓殖大学図書館長
- 1951年（昭和26年）拓殖大学商学部長
- 1955年（昭和30年）拓殖短期大学学長
- 1970年（昭和45年）拓殖大学学長
- 1971年（昭和46年）第13代拓殖大学総長
- 1978年（昭和53年）拓殖大学総長辞任（5月27日）
- 1978年（昭和53年）拓殖大学名誉教授（9月15日）
- 1993年（平成5年）死去（4月16日）

## 応援団しごき事件で引責
拓殖大学の応援団は、1972年に退部を申し出た一年生団員に暴行を加えたことが発覚して廃部。その後、応援団を近代的するとの申し入れがあり、反省の色が見えたとして1974年に応援団の復活を総長として許可したものの、1978年に再び暴行事件が発生。新入生1人が死亡したことから即刻総長の辞任を決意し、商学部の教授職も辞任して大学から退いた。同時に応援団員10人が退学処分となり、応援団は永久に廃止された。